# Robert Ayton
Sir Robert Ayton (ur. 1570, zm. 1638 w Londynie) - poeta szkocki.
Był jednym z pierwszych Szkotów piszących w języku angielskim. Tworzył również w łacinie i grece. Jego najbardziej znane dzieła to Diophantus and Charidora i krótszy wiersz Inconstancy Upbraided. Jego utwór Old Long Syne prawdopodobnie zainspirował Roberta Burnsa do napisania jego słynnego Auld Lang Syne.